# Laura Devetach
María Laura Devetach (Reconquista, provincia de Santa Fe, Argentina, 5 de octubre de 1936) es una escritora, poeta, narradora y docente argentina. Se dedica especialmente al público infantil. También ha escrito obras teatrales y libretos para radio y televisión.
Licenciada en Letras Modernas, ha ejercido la docencia a nivel primario, medio, terciario y universitario. Ha sido, junto a escritores argentinos como María Elena Walsh, Graciela Montes, Ema Wolf, Ricardo Mariño o Elsa Bornemann, precursora de la literatura infantil como literatura en sí misma, más allá de ser material educativo. Sus libros estuvieron prohibidos durante la dictadura militar que gobernó el país entre 1976 y 1983. Publicó numerosos títulos para niños y adultos en los géneros poesía, narrativa, teatro y reflexiones teóricas. Parte de esta obra fue publicada en otros países. Creó y dirigió colecciones de libros para niños y coordinó durante más de diez años un taller laboratorio sobre procesos creativos en relación con la lectura y a la escritura. Ejerció el periodismo y colabora en publicaciones especializadas.
Publicó más de noventa obras, la mayoría infantiles, si bien hay ensayos,libros de poesía y cuentos que apuntan a un público adulto. Estos libros acompañaron y formaron varias generaciones de lectores, desde 1965. Muchos de esos títulos aún hoy continúan siendo reeditados.
Recibió numerosos premios y reconocimientos nacionales e internacionales, entre ellos un Doctorado honoris causa de la Universidad Nacional de Córdoba, el premio Octogonal del Centro Internacional de estudios de la Juventud, ubicado en París, la Lista de honor de la IBBY, el Premio Konex 2004 en la disciplina Literatura Infantil y el Premio Iberoamericano SM de literatura infantil y juvenil. Se hizo acreedora asimismo del premio Casa de las Américas por su libro Monigote en la arena; y del Fondo Nacional de las Artes por La torre de cubos y Para que sepan de mí.
Estuvo casada con el también escritor dedicado al género infantil Gustavo Roldán (fallecido en 2012) y escribieron varios libros juntos. Tuvieron dos hijos, Laura, también escritora, y Gustavo, que es dibujante, e ilustró algunas de sus obras.

## Carrera

### Infancia y adolescencia
Devetach nació en Reconquista en 1936, hija de un inmigrante de origen eslavo, carpintero y ebanista, que había llegado en la década de 1930 al país, y de madre argentina, quien se dedicaba al tejido, costura y bordado.
Desde la infancia se sintió atraída por el oficio literario, tanto que no recuerda el momento que "empezó a escribir", sino que lo siente como un ejercicio permanente, una constancia que acompañó su vida. Aprendió a leer con el libro Pinocho, que su padre había traído de Italia. Siendo adolescente comenzó su interés por diversos temas fantásticos como el diablo, las hadas, el hombre lobo y también la literatura para chicos, y el papel de la mujer en la literatura. Durante este período de su vida investigó en diversas fuentes, entre ellas la Divina Comedia (de Dante Alighieri), El paraíso perdido (de John Milton) y el Fausto, de Goethe. También recuerda otra obra que la marcó, y leía en las horas de siesta de su niñez, Las mil y una noches.

### Docencia y estudios universitarios
Al terminar el secundario se recibió de maestra y decidió trasladarse a alguna ciudad importante para estudiar. Recaló en Córdoba, donde inició su carrera en Letras. Alcanzó a rendir algunas materias, pero en 1955 se inició la llamada Revolución Libertadora, que dispuso cerrar la Universidad y es por este motivo que Devetach debió regresar a su provincia natal. Se radicó en un pueblo rural al norte de Santa Fe, donde ejerció como docente. Como ella misma relata:

Tenía un segundo grado con 56 alumnos que oscilaban entre los siete y los diecisiete años. Daba clases, según el día, en la sala de música, en ritmo de Febo asoma, o en una iglesia vieja que se había convertido en palomar. Y las palomas eran comilonas. Y nosotros estábamos abajo.

Vivió en esa zona del Litoral hasta 1957, momento en que reabrió la Universidad, y regresó a Córdoba para asistir. Estudió la carrera de "Letras Modernas" en la Universidad Nacional de Córdoba. Allí fue ayudante de cátedra elegida por concurso en las materias "Introducción a la Literatura" y "Literatura Italiana", en 1958 y 1962, respectivamente. Se recibió en 1960.
Entre 1963 y 1965 se desempeñó como profesora de asignaturas relacionadas con la literatura en el Instituto del Profesorado Mariano Moreno, de Bell Ville, Córdoba.
En estas épocas se publicó su primer cuento, llamado El Señor Pérez, en el diario "Meridiano" de Córdoba; este cuento forma parte de su obra dedicada al público adulto. Fue ilustrado por el pintor cordobés Giusiano. También se iniciaría en la literatura infantil, en un primer momento en forma oral, ya que le relataba cuentos a sus hijos y a los chicos que asistían a la guardería de enfrente de su casa. Cuando la Escuela Nueva José Martí organizó un concurso literario en 1962, Devetach decidió participar:

Ahí me senté y de un tirón escribí La torre de cubos. La tenía en mi cuerpo, estaba totalmente recorrida por los cuentos que había contado, los personajes ya se conocían entre sí. Con una Remington del año del perejil y con ayuda de mi marido, porque yo nunca fui buena dactilógrafa, armé el libro. Era un concurso de cuentos, mandé cinco y todos salieron premiados.

En 1966, junto con Horacio Vaggione (quien compuso la música) y la escritora y periodista Canela (que prestó su voz para el relato), se grabó el disco Canciones de caramelo (temas con letra de Laura Devetach) y el cuento El ratón que quería comerse la luna. Realizó los guiones de Hola Canela (ciclo de sesenta libretos televisivos, Canal 12 de Córdoba) y de Historias de Canela (ciclo de treinta libretos radiales para niños, LW1, Radio Universidad, Córdoba).
Además, se convirtió en jefa de trabajos prácticos de la materia "Literatura Italiana" en la Facultad de Filosofía y Humanidades de la Universidad Nacional de Córdoba.
Escribió la obra teatral El Petirilío y etc. etc, que se estrenó en Córdoba en 1967, y que fue interpretada varias veces durante la década de 1970 en México. En 1970 se estrenó en Córdoba primeramente, y en Buenos Aires luego, la obra Bichoscopio la cual obtuvo el "Premio diario Córdoba", como mejor espectáculo infantil de la temporada.
Entre 1971 y 1975 trabajó como profesora de Lengua y Literatura en la Escuela Superior del Magisterio del Centro Educacional de Córdoba (en la actualidad llamada "Carlos Leguizamón"). En 1974 se desempeñó también en el Departamento de Teatro de la Escuela de Artes perteneciente a la Universidad Nacional de Córdoba, como profesora del Seminario de "Técnicas Interpretativas" y, además, ocupándose de investigar los mecanismos de autoría dentro de la creación grupal, abarcando en principio el teatro popular. Realizó estas tareas hasta 1975, momento en que la Escuela de Artes cerró por cuestiones políticas.
Respecto a su didáctica metodológica, comenta que su objetivo en cualquier nivel educativo fue siempre priorizar la lectura y la formación de lectores:

Mi búsqueda(...) siempre fue la búsqueda del lector. Cuando daba literatura, o castellano, siempre era eso: tratar de optimizar las posibilidades que se estaban educando para que pudieran recibir la palabra escrita y expresarse de la mejor manera. Yo hacía una docencia muy distinta. Es decir, metía autores como podía.(...) Si bien creo que el objetivo de la escuela no es formar artistas, sí creo que debe sensibilizar a los lectores, y eso es importante.

Volvió a escribir un libreto para la televisión en 1972, cuando Pipirrulines sale al aire en el Canal 10 de Córdoba. El programa es galardonado con el Premio Martín Fierro en 1972. En ese mismo año también ganó el Premio Argentores en el rubro "Mejor Producción Teatral para Niños", por Bichoscopio.

### La dictadura militar y la censura
En 1976 se mudó a Buenos Aires, ya que la dictadura militar que gobernaba en esos tiempos (el autodenominado Proceso de Reorganización Nacional) había prohibido su libro de cuentos La torre de cubos, porque consideraba tenía "graves falencias" como "Distorsas [sic] y giros de mal gusto, simbología confusa, cuestionamientos ideológicos-sociales, objetivos no adecuados al hecho estético, ilimitada fantasía, carencia de estímulos espirituales y trascendentes", además de que "el libro critica la organización del trabajo, la propiedad privada y el principio de autoridad". El decreto de prohibición se originó en Santa Fe (bajo el número 480/79), provincia natal de la autora, para después replicarse en las provincias de Buenos Aires y Mendoza, y luego en el ámbito nacional.
Estos considerandos del decreto de censura se ven principalmente en uno de los cuentos, llamado La planta de Bartolo, donde el personaje principal planta un árbol que como fruto da cuadernos. Bartolo se pone contento ya que puede regalar los cuadernos a los chicos para que estudien, debido a que los mismos se venden muy caros en el pueblo, porque su comercialización está monopolizada por un siniestro, adinerado y oscuro personaje. Este intenta comprar la planta de Bartolo, sin lograrlo. Es por ello que acude al ejército y la policía para quitarle la planta por la fuerza, cuando llegan los chicos y animales del pueblo e impiden esta acción. Asimismo, el cuento El monigote de carbón incluye esta descripción: "la mujer gris que va lagañosamente a la iglesia todas las mañanas", que desde la óptica del gobierno de esos tiempos "mancillaba" la institución de la Iglesia aunque no fue este uno de los motivos expuestos en la prohibición. Otros relatos del libro poseen pasajes que describen la realidad social de forma realista, lo que era tomado como "incitación al desacato social".
Relata la autora sobre esta situación:

La Torre de Cubos se prohibió primero en la provincia de Santa Fe, después siguió la provincia de Buenos Aires, Mendoza y la zona del Sur, hasta que se hizo decreto nacional. A partir de ahí la pasé bastante mal. Porque no se trataba de una cuestión de prestigio académico o de que el libro estuviera o no en las librerías. Uno tenía un Falcon verde en la puerta. Yo vivía en Córdoba y más de una vez tuve que dormir afuera. Finalmente nos vinimos con mi marido a Buenos Aires en busca de trabajo y anonimato. Durante todo ese período quise publicar y no pude.

Muchos de los cuentos siguieron circulando, en forma clandestina, escritos en papeles o copias en mimeógrafo. El libro volvió a reeditarse en 1984, ya con la democracia instalada nuevamente en el país y en esa edición la autora incluyó un agradecimiento a todos los docentes y la comunidad que hicieron que el cuento siga circulando.
Durante este tiempo que no publicó, trabajó como coordinadora del Departamento de Letras del Instituto Agnon (un profesorado de Jardín de Infantes ubicado en Buenos Aires). Además, colaboró con las revistas Billiken (entre 1976 y 1982), Humi (1982 a 1984), Vivir (1984 a 1989). También fue colaboradora del diario Clarín, entre otros medios periodísticos.

### El regreso de la democracia y la actualidad
A partir de 1985 desempeñó cargos públicos, siendo coordinadora de talleres de su especialidad en el marco del Plan Nacional de Lectura de la Dirección Nacional del Libro de la Secretaría de Cultura de la Nación (1985 a 1989); y coordinadora del Proyecto "La Revista Escolar" de la Secretaría de Educación y Cultura de la Municipalidad de Buenos Aires (1986 a 1988).
En 1997 ofició como asesora literaria de la colección "Los libros del Caracol" de Editorial Estrada. Además de coordinar diversas colecciones de libros (como por ejemplo "Del Pajarito Remendado", "Libros del Malabarista", "Los Morochitos" y "Los Fileteados", de Editorial Colihue, se encarga de realizar talleres de lectura, encuentros didácticos en bibliotecas y centros culturales.
Fue integrante del Consejo de Dirección de la revista La Mancha, Papeles de Literatura Infantil, desde su fundación hasta 1998, junto a otros importantes escritores como Oche Califa, Ema Wolf, Silvia Schujer, Graciela Cabal, Ricardo Mariño y Gustavo Roldán.
En 2000 se hace acreedora de la distinción de "Lista de honor" de la IBBY (International Board on Books for Young People, o sea la "Organización Internacional para el Libro Juvenil", la organización internacional más relevante en el fomento de la lectura infantil y juvenil), junto a Gustavo Roldán por su labor como traductores de Las aventuras de Pinocho, de Carlo Collodi.

Entre 2000 y 2002 dictó en Buenos Aires, Tandil y Córdoba, un curso de perfeccionamiento docente denominado La construcción del camino lector, sobre formación lectora de los educandos. Este curso sería la base para la edición de un libro homónimo, donde la autora plasma sus experiencias y técnicas para la formación de lectores. En La construcción del camino lector Devetach explica la importancia de unir los textos internos y los textos externos de un cuento o de una poesía :
“Creo que los significados más profundos se codifican con las personas que tenemos al lado. El sentido, se construye en la vida cotidiana. Y transitamos así hasta el propio secreto, el propio silencio, la privacidad y la autonomía tantas veces temidas, y por las que no peleamos, a veces, lo suficiente. Para propiciar el encuentro de estos dos mundos, el personal y el colectivo, me parece interesante explorar cómo se van configurando, en cada persona, los trayectos de lectura. Trayectos que finalmente se convierten en caminos, en recorridos siempre renovables que se entraman con lo construido por cada persona apenas abre sus sentidos al mundo.”
Durante el 2008 se estrenaron dos obras teatrales basadas en sus textos: Locas Margaritas y Entre flores. También el cuento La planta de Bartolo fue adaptado al teatro.
En noviembre del 2008 recibió el Doctorado honoris causa por parte de la Universidad Nacional de Córdoba (UNC). Es destacada por "sus méritos profesionales, su postura ética en relación con la infancia y en el valor de su obra literaria; así también en su continua labor en pro de la difusión de la Literatura Infantil y Juvenil" y "su empeño en construir una literatura en pos de una infancia libre, creativa y reflexiva". Sobre este reconocimiento, la autora dijo:

Fue una gran sorpresa y un sofocón que me llenó de burbujas el pecho (...) Creo que a partir de esto, la literatura para niños es también reconocida y este doctorado trasciende ampliamente mi persona y pertenece a las y los que, tesoneramente, han trabajado en la disciplina y en la promoción de la lectura”.

El 23 de marzo del 2017, en el marco de los actos de conmemoración del Día Nacional de la Memoria por la Verdad y la Justicia, el gobierno de Santa Fe mediante la ordenanza n.º 457/17 deroga la prohibición del libro La planta de Bartolo en un acto de desagravio y agradecimiento a la escritora.
Sus obras fueron traducidas a varios idiomas, entre ellos el portugués, checoslovaco y alemán.

### Disertaciones y ponencias
Fue seminarista y conferenciante en numerosos eventos de literatura y temas infanto-juveniles, entre ellos: Primer, Segundo y Tercer Seminario-Taller de Literatura Infanto-Juvenil, realizados en la Universidad de Córdoba entre 1969 y 1971, Primer Congreso Iberoamericano de Literatura Infanto-Juvenil, realizado en Buenos Aires en 1976; Segundo Congreso Internacional de Literatura Infantil en español, realizado en México en 1979; Encuentro Latinoamericano sobre Didáctica de la Lengua Escrita de 1993, realizado en Uruguay. Fue jurado en diversos concursos, como por ejemplo el "Premio Casa de las Américas" y el "Premio Nacional de Literatura Infantil", ambos en 1986.
En el 2008 asistió como escritora invitada (junto a los escritores Luis Pescetti y Silvia Schujer) a la Feria del Libro infantil de Bolonia, Italia.

## Obra

### Concepción de la literatura
En principio, la autora defiende la producción literaria infantil como producción artística, despojada de fines utilitarios agregados como ser un mero instrumento educativo, de formación moral o ideológica, o puramente prácticos para el aprendizaje. Sin negar que los valores o la ideología son previos e inherentes a cada escritor, y que la literatura está cargada de valores, pero éstos no se proponen como objetivos previos a la escritura. También en sus cuentos se puede notar la óptica desde el niño, incluyendo sus visiones y sus críticas, aunque la autora aclara que "no fue intencional" sino que "le salió así".
Entiende además, y basándose en su experiencia como editora, que los libros para chicos deben ser "igual que los que son para grandes":

Tiene que ser literatura, estar bien escrito, tener una buena trama, fundamentalmente permitir que el lector dialogue libremente con el texto y salga distinto después de haberlo leído.

Respecto al tema de las ilustraciones en sus libros, y el trabajo en conjunto que realiza con el dibujante, opina:

A veces, antes de saber yo quién ilustrará, presento a los editores un planteo de ideas básicas sobre la ilustración: qué tipo de niño, de qué extracción social, alguna idea sobre el ritmo general del texto completo, etcétera. Luego el dibujante trabaja libremente y a veces median algunas consultas o me mandan los primeros planteos. Hay diálogo y dialéctica. Lo que sucede es que hay también una misteriosa cuestión de afinidades.

Considera que la ilustración es parte importante del libro, pero que se debe tratar con cuidado ya que muchos libros pueden contener excelentes dibujos pero sin embargo ser mediocres en el texto; la ilustración es parte de la narración, y debe tener buen ensamble con el texto. Entre otros, trabajó con los dibujantes: Juan Lima, Istvan, Saúl Oscar Rojas y O´Kiff.

### Estilo
Los libros de Devetach tienen una fuerte carga de literatura fantástica, de contacto entre el mundo real y el mundo "imaginario". Esta convivencia entre ambos mundos tiene como influencia las leyendas del Litoral (muchas de las cuales se nutrió en sus épocas de maestra) y los relatos adornados de los inmigrantes; además de autores clásicos como Ray Bradbury, Italo Calvino, Katherine Mansfield, Cesare Pavese, y los libros que leyó durante su niñez y adolescencia.
Entre las principales características de su obra se puede mencionar al amplio uso de la metáfora, para evitar un discurso sin sobresaltos y que no llame la atención, y poder atrapar al lector. Además, una voz narradora que muchas veces interactúa con los personajes, relatando y ayudándoles a contar las cosas que les ocurren en su mundo fantástico. También la escritora ve la necesidad de explicar cosas difíciles en forma fácil: este problema la lleva a buscar el modo creativo de expresar lo esencial con recursos mínimos, y siempre apoyados en el bagaje cultural que trae consigo el escritor, que lleva dentro, y plasma en su literatura.
Devetach rescata el uso de la poesía, y del lenguaje poético, en sus escritos. Este método literario no es adrede, sino que lo usa de forma natural, como manera de mirar y expresar el mundo. Su producción se destaca por ser heterogénea, por mantener vigencia a lo largo del tiempo y por "un tratamiento de la realidad sin condescendencias".
Asimismo, Devetach destaca la influencia de la oralidad en su escritura: 

Yo vengo de Reconquista, donde había mucho inmigrante con su lengua, sus canciones y además estábamos cerca de Brasil y del carnaval. A mí me nutrió mucho la oralidad de mis pagos: desde lo argentino, lo del litoral y la cepa de mi papá que era italiano. El lenguaje era una cosa compleja, y yo veía que había muchas maneras de utilizarlo aún no sabiendo a escribir. Por eso me parece que he nacido escribiendo... La escritura no es una cosa que se inicia con la birome. Nuestra escucha, desde el nacimiento, va llenándola.

Se citan fragmentos de su obra, a fin de tener una idea más acabada de su producción literaria.
Fragmento de Monigote en la arena:

La arena estaba tibia y jugaba a cambiar de colores cuando la soplaba el viento. Laurita apoyó la cara sobre un montoncito y le dijo:
—Por ser tan linda y amarilla te voy a dejar un regalo —y con la punta del dedo dibujó un monigote de seda y se fue.
Monigote quedó solo, muy sorprendido. Oyó como cantaban el agua y el viento. Vio las nubes acomodándose una al lado de la otra para formar cuadros pintados. Vio las mariposas azules que cerraban las alas y se ponían a dormir sobre los caracoles.
—Hola —dijo monigote, y su voz sonó como una castañuela de arena.

Fragmento de La planta de Bartolo:

Bartolo salió a la calle y haciendo bocina con sus enormes manos de tierra gritó:
—¡Chicos!, ¡tengo cuadernos, cuadernos lindos para todos! ¡El que quiera cuadernos nuevos que venga a ver mi planta de cuadernos!
Una bandada de parloteos y murmullos llenó inmediatamente la casita del buen Bartolo y todos los chicos salieron brincando con un cuaderno nuevo debajo del brazo.
Y así pasó que cada vez que acababan uno, Bartolo les daba otro y ellos escribían y aprendían con muchísimo gusto.
Pero, una piedra muy dura vino a caer en medio de la felicidad de Bartolo y los chicos. El Vendedor de Cuadernos se enojó como no sé qué.
Un día, fumando su largo cigarro, fue caminando pesadamente hasta la casa de Bartolo. Golpeó la puerta con sus manos llenas de anillos de oro: ¡Toco toc! ¡Toco toc!

## Obras, premios y distinciones
Véase: Listado de obras y premios de Laura Devetach.